# Baseball ai Giochi asiatici
Il baseball è presente ai Giochi asiatici a partire dal 1994.

## Edizioni
| Anno          | Ospitante          |               | Medaglie      | Medaglie      | Medaglie | Medaglie |
| Anno          | Ospitante          | Oro           | Argento       | Bronzo        | Bronzo   |          |
| 1994 Dettagli | Hiroshima          | Giappone      | Corea del Sud | Taipei cinese |          |          |
| 1998 Dettagli | Bangkok            | Corea del Sud | Giappone      | Taipei cinese |          |          |
| 2002 Dettagli | Pusan              | Corea del Sud | Taipei cinese | Giappone      |          |          |
| 2006 Dettagli | Doha               | Taipei cinese | Giappone      | Corea del Sud |          |          |
| 2010 Dettagli | Canton             | Corea del Sud | Taipei cinese | Giappone      |          |          |
| 2014 Dettagli | Incheon            | Corea del Sud | Taipei cinese | Giappone      |          |          |
| 2018 Dettagli | Giacarta–Palembang | Corea del Sud | Giappone      | Taipei cinese |          |          |

## Medagliere
| Posizione | Nazione       | Oro | Argento | Bronzo | Totale |
| --------- | ------------- | --- | ------- | ------ | ------ |
| 1         | Corea del Sud | 5   | 1       | 1      | 7      |
| 2         | Taipei cinese | 1   | 3       | 3      | 7      |
| 3         | Giappone      | 1   | 3       | 3      | 7      |